# 水樹心春
水樹 心春（みずき こはる、1994年4月6日 - ）は、日本のAV女優。IZBASA所属。
趣味:マンガを読むこと。特技:絵を描くこと。

## 略歴・人物
和歌山県出身。2013年10月にAVデビュー。

## 出演作品

### アダルトDVD
2013年
- Debut（10月13日、teamZERO）
- GANSHA（11月13日、teamZERO）
- More Sex（12月13日、teamZERO）

2014年
- Dream Soap 夢の特殊浴場（1月13日、teamZERO）
- JK Chikan 女子校生痴漢白書（2月13日、teamZERO）
- 唾液を交える、接吻性交（3月13日、teamZERO）
- 女教師レイプ（4月13日、teamZERO）
- はじめての大乱交（5月13日、teamZERO）
- 羞恥漬けいいなり温泉旅行 男湯に連れ込まれ見ず知らずの男性客に輪姦される こはる20歳（6月5日、SODクリエイト）
- 男だらけの家族に女性は私1人 毎日忙しく家事をしながら9人兄弟&お父さんと連続セックス朝生活（7月10日、SODクリエイト）[要出典]
- 水樹心春 teamZERO BEST（9月13日、teamZERO）※総集編
- 催眠緊縛女子校生（10月10日、REAL）他出演:南梨央奈、原千草、小西まりえ
- 「ねぇ?あたしと一緒にチャットでいっぱ〜いHなことしよ♥」 浴衣美少女!ピチャピチャ潮吹きLIVEチャットオナニー 4時間DX vol.06（11月7日、VALEX）他出演:南梨央奈、さくらえな、沙藤ユリ、森田まゆ、小宮山ゆき
- 一人暮らしの兄の自宅にお泊まりさせてと訪ねてきた妹との近親相姦映像（11月7日、S-CRIME）他出演:川村まや
- 生中出し若妻ナンパ! 7 台東区編（11月14日、S級素人）他出演:上條つかさ、松山千草 ほか[要出典]
- 街ゆく素人お姉さんに人助けのボランティアを手伝ってほしいと土下座し、協力してくれることになった女性に「実は童貞の筆おろしをお願いしたいんですけど…」と真実を告白。決死の土下座で頼み込んだら最初は嫌がるものの何だかんだで筆おろしを楽しんでヤッてくれました!!（11月28日、SCOOP）他出演:南梨央奈、小西まりえ、若菜あゆみ[要出典]
- 田舎の純真な女子校生が服を脱ぐのも忘れてズブ濡れになっているおふざけ姿が予想以上に色々エロく見えてきたので…（12月2日、DOC）他出演:逢沢るる、浅倉あすか[要出典]
- 会社帰りに彼氏以外の男と中出しSEXする異常性欲OL（12月12日、S級素人）他出演:水原ひめか、Ray、海野空詩[要出典]

2015年
- 働き者JK（1月9日、DIY）他出演:小鳥遊はる
- “爆イキ”シリーズ 手コキ女王様 水樹心春 小悪魔の手コキ!最後はクリ反撃で女王様撃沈!（1月23日、REAL）

### テレビ番組
- 旅ヌード（2013年11月27日 - 12月18日(韓国編）・12月25日（クリスマス特別編）、テレビ東京）